# Паскаль Ріберо-Гайон
Паска́ль Ріберо́-Гайо́н (фр. Pascal Ribéreau-Gayon; нар. 4 червня 1930, Бордо — 15 травня 2011)  — французький вчений в галузі енології, доктор наук з 1959 року, професор з 1969 року, член-кореспондент Французької академії наук з 1980 року.

## Біографія
Народився 4 червня 1930 року у місті Бордо (Франція). Закінчив Університет Бордо. Працював на науковій і педагогічні роботі. З 1974 року директор агрономічної і енологічної станції у Бордо, з 1976 року директор Інституту енології.
Помер 15 травня 2011 року.

## Наукова діяльність
Першим застосував хроматографічний метод аналізу в дослідженнях антоціанів вин, розробив метод контролю яблучно-молочного бродіння. Його роботи з антоціанів винограду лягли в основу методу контролю вин, приготовлених з гібридів. Автор приблизно 200 наукових робіт, з яких «Теорія і практика виноробства» перекладена російською мовою. Праці:
- Теория и практика виноделия: В 4-х т.: Пер. с фр. — М., 1979—81 (у співавторстві);
- Developments in the microbiology of wine production. — Am sterdam, l984 (coauthor).